# Родология
Родология — псевдонаучная эзотерическая концепция о «родовой программе». Согласно учению, жизненные проблемы человека обусловлены травматическими событиями, происходившими с его предками. Родология рассматривает человека как продолжение семьи и анализирует связи между родственниками, которые, по мнению авторов концепции, формируют «родовые программы», якобы управляющие жизнью человека. Авторы родологии — писатели-соавторы Л. Докучаева и В. Докучаев.
Родология является проявлением распространённой в российской культуре психотерапевтической самопомощи, в её истоках лежат затронувшие многие семьи репрессии в СССР.
Ансестология (от лат. ancestor — предок) — модификация родологии, продвигаемая блогеркой Ксенией Мосуновой  (Губиной). Ансестология известна в Латинской америке и Европе благодаря книгам Педро Энгеля («Ancestrologia: sanando con los antepasados.» — Чили) и А. А. Шутценбергер (Синдром предков. = Aïe, Mes Aïeux!. — Франция).
Родологию активно популяризуют блогеры (преимущественно женщины), которые зарабатывают на доверчивых людях.
Целевая аудитория родологов — женщины в социальных сетях.

## История
Истоками родологии являются древние верования в унаследованные от предков жизненные сценарии.
Родологию придумали жители Екатеринбурга супруги Лариса и Валерий Докучаевы. Со слов Л. Докучаевой, они с мужем увлеклись темой рода в 1990-е. Они опубликовали несколько книг о родологии: «Закон Рода», «Генетический транс», «Семейная энциклопедия Истоки», «Наследники Рода: рок или благословение», «Основы родологии», «Наследие предков. Обретение силы Рода». Также они основали частную Академию родологии, которая обучает родологов и выдаёт соответствующие дипломы. Л. Докучаева, с её слов, — президент «международной лиги родологов». Докучаевы считают, что истинным родологом является только человек, прошедший у них обучение и получивший диплом Академии родологии, а всех остальных воспринимают шарлатанами.
В 2020-е годы в соцсетях стали активно продвигать свои услуги эзотерики, называющие себя специалистами по «программам рода».
Представляющаяся инфоблогером и «главным родологом страны» Ксения Александровна Мосунова (Губина), не имеющая диплома от академии родологии Л. и В. Докучаевых, создала собственную похожую концепцию под названием «ансестология», которую она сама позиционирует как науку, изучающую «теорию рода». Ксения Мосунова собирает крупные гонорары при проведении вебинаров по своей псевдонаучной концепции. К. Мосунова (Губина) получила специальность экономиста в 2011 году и занимается родологией с 2014 года. C 2016 по 2019 год она владела салоном красоты, в 2021 году поступила в Московский институт психотерапии и клинической психологии. В 2010-х Губина открыла «Институт современной психологии и родологии»(организационная форма — коммерческое предприятие, общество с ограниченной ответственностью), который в 2023 году получил лицензию на образовательную деятельность в Министерстве образования Московской области. ООО «Институт современной психологии и родологии» обучает только родологии, в программе на сайте заведения нет занятий по психологии, но есть темы предков, молитв, сонников и медитаций.
На 2023 год родология стала модной эзотерической концепцией, которая приносит её адептам хорошие доходы. В 2024 году родология вышла на государственный уровень, когда «Институт современной психологии и родологии» стал партнером конкурса «Это у нас семейное» президентской платформы «Россия — страна возможностей» в Санкт-Петербурге.

## Концепция
Родология гласит, что все беды человека происходят из грехов родителей.
Согласно этой концепции, человеку «на роду написано» быть счастливым и богатым или бедным и несчастным в зависимости от того, что происходило в прошлом с их предками. Как приятные, так и травматичные события далёкого прошлого, происходившие со старшими, чаще всего умершими, родственниками, якобы повторяются с ныне живущим их потомком.
Семья в родологии рассматривается как «открытая разумная биосоциальная система». Родологи полагают, что «законы развития рода» якобы влияют на потомков, их детей и так далее.
Родология также сосредотачивается на вопросах брака, родологи анализируют взаимодействие семей. Они считают, что люди вступают в брак по велению рода, потому, что у одного рода возникают потребности, которые он решает через союз с родом, у которого есть качества, чтобы закрыть эти потребности.
В родологии используется иерархическая схема: человек — семья — Род. Слово «род» родологи пишут обязательно с заглавной буквы, как будто это собственное наименование.
Основной инструмент родолога — «генограмма», которая представляет собой генеалогическую схему с описанием травматичных событий, происходивших с каждым предком.
Другие названия инструментария разных родологов — «ансестологический анализ», «геносоциограммы», «родовые амплитуды».
Родологи рекомендуют своим клиентам «переломить программу рода» как рациональными действиями (например, соблюдать налоговое законодательство), так и магическими ритуалами.
Родологи используют собственный термин «родовые программы» и утверждают что корень проблем клиенток кроется в истории их семьи.
Базируется на психогенетической теории поведения доктора Ч. К. Тойча (Teutsch IDEAL-method). Учение Тойчей является своеобразной копией сайентологии Хаббарда: вместо стирания энграмм — изменение ДНК, вместо одитингов — психогенетические консультации, вместо «клиров» — особая порода «человек успешный».
Родология эксплуатирует запрос в российском обществе на осмысление фундаментальных изменений, происходящих в постсоветской России.
В начале 2024 года «Институт современной психологии и родологии» стал партнёром конкурса «Это у нас семейное» президентской платформы «Россия — страна возможностей» в Санкт-Петербурге.[значимость факта?]
В январе 2025 года вышел сигнальный экземпляр учебника «Психогенеалогия», выпущенный под эгидой Министерства просвещения и науки РФ и ФГБОУ «Российский государственный социальный университет», авторы К. А. Мосунова и Е. А. Петрова. Елена Алексеевна Петрова — доктор психологических наук, Декан факультета политических и социальных наук, профессор. Учебно-методическое пособие, по сообщению К. А. Мосуновой, написано совместно с кафедрой психологии. К. А. Мосунова утверждает, что «Этот учебник на тему Рода и наших предков — первый и единственный в РФ и СНГ. Который утвержден Ученым советом, получил соответствующие рецензии как научно-обоснованное учебное-методическое пособие для студентов психологических вузов.»[значимость факта?]

## Критика
Родологи, будучи эзотериками, маскируются под настоящих учёных с помощью наукообразных терминов, представляющих собой бессмысленные словосочетания, например, родолог Ксения Алесандровна Мосунова (Губина) создаёт у клиентов ассоциации с генетикой и квантовой физикой.
Родология популярна за счёт того, что использует когнитивные искажения и помогает перенести «на предков» ответственность за жизненные неудачи человека:
- родологи объясняют «травмой рода» любые трудности, произошедшие с их клиентами;
- они снимают с человека ответственность за его ошибки и перекладывают их на его предков;
- дают легкие решения сложных проблем (околомагические ритуалы, «принятие рода», «благодарность предкам», похожие на психотерапевтические сеансы «встречи с предками»).

Родологи обслуживают запрос на поп-психотерапию в обществе, при этом используют известные в обществе факты массовых репрессий в СССР и с помощью любительской генеалогии предоставляют их потребителям удобную для них картину мира.

## Похожие концепции
Деятельность родологов похожа на другой псевдонаучный метод — «семейные расстановки», в которых клиентам нужно воображать встречу с родственниками, чаще всего давно умершими. Люди, зарабатывающие «расстановками», обычно конкурируют с родологами, хотя встречаются и те, кто совмещает оба метода.